# مارينا ساتي
مارينا ساتي (اليونانية: Μαρίνα Σάττι؛ من مواليد 26 ديسمبر 1986) هي مغنية وكاتبة أغاني وممثلة ومنتجة موسيقى يونانية. تجمع موسيقاها بين الأصوات اليونانية والعربية والبلقانية التقليدية مع العناصر الحضرية والإيقاع والإنتاج. مثلت اليونان في مسابقة الأغنية الأوروبية 2024 بأغنية "زاري".

## نشأتها
ولدت ساتي في أثينا لوالده علي عثمان ساتي (طبيب تخدير ونائب سابق لأستاذ الجامعة الوطنية وكابوديستريا) وشاريكليا فيلوكسينيدي (مهندس كيميائي). والدها سوداني، ووالداتها يونانية من هراكليون، كريت. التقيا في كلية الطب في أثينا حيث درسوا. لقد نشأت في هيراكليون، وعندما كانت طفلة ذهبت إلى السودان خلال فصل الصيف. لديها أخ يعيش في إنجلترا وأخت غير شقيقة من زواج والدها من امرأة أخرى. وكان قد عاد إلى السودان، ثم انتقل بعد ذلك إلى مصر؛ التقت ساتي وأخت غير شقيقة لأول مرة عندما كانت أختها تبلغ من العمر 8 سنوات، حيث لم تر والدها منذ 13 عامًا.